# ر. باري فلاورز
ر. باري فلاورز (بالإنجليزية: R. Barri Flowers)‏ (25 أكتوبر 1956، ديترويت في الولايات المتحدة)؛ روائي أمريكي.

## روابط خارجية
- ر. باري فلاورز على موقع IMDb (الإنجليزية)